# Ajuda da Bretanha
Ajuda da Bretanha (también, Bretanha) es una freguesia portuguesa situada en el municipio de Ponta Delgada. Según el censo de 2021, tiene una población de 652 habitantes.
Está situada en la isla de San Miguel, parte de las Azores.

## Freguesiaslimítrofes
- Pilar da Bretanha
- Remédios
- Sete Cidades